# Stooter Mühle
Stooter Mühle ist eine Hofschaft in Radevormwald im Oberbergischen Kreis im nordrhein-westfälischen Regierungsbezirk Köln in Deutschland.

## Lage und Beschreibung
Stooter Mühle liegt im Süden von Radevormwald an der Stadtgrenze zu Wipperfürth und zu Hückeswagen, oberhalb der zwischen der Hofschaft und der Bevertalsperre verlaufenden Kreisstraße 11. Die Nachbarorte sind Lichteneichen, Stoote und Siepersbever.
Politisch im Stadtrat von Radevormwald vertreten wird der Ort durch den Direktkandidaten des Wahlbezirks 180.

## Geschichte
1514 wurde der Ortsbereich der Stooter Mühle erstmals urkundlich erwähnt. „to dem Stoote“ ist in Kirchenrechnungen der reformierten Gemeinde in Radevormwald jener Zeit vermerkt.
In der Karte Topographische Aufnahme der Rheinlande von 1825 ist im Talgrund des Beverbaches eine Mühle ohne Ortsbezeichnung eingezeichnet. Die Preußische Uraufnahme von 1840 bis 1844 zeigt an gleicher Stelle die Mühle und die Ortsbezeichnung „Stödter M.“ Die im Urkataster von 1828 als Getreidemühle eingetragene Mühle wurde 1902 abgebrochen. Mit der Erweiterung der Bevertalsperre im Jahre 1938 lag der in den historischen Karten dargestellte Bereich der Hofschaft unterhalb des künftigen Wasserspiegels. Man siedelte die Hofschaft oberhalb der Kreisstraße K 11 neu an.
Die im letzten Drittel des 13. Jahrhunderts aufgeworfene sogenannte „Hückeswagener Landwehr“ verlief im Bereich dieser Hofschaft. Sie schützte das seit 1260 durch Kauf bergisch gewordene Landgericht und Kirchspiel Hückeswagen vor Einfällen aus dem noch kurkölnischen Landgericht Radevormwald. Andere Literatur beschreibt den Stooter Mühle streifenden Teil dieser Linie als „Ispingrader Landwehr“. Von Radevormwald Ispingrade verlief sie demnach über Marke bis in die Nähe von Stoote.

## Wanderwege
Durch den Ort führt die SGV-Hauptwanderstrecke X7 (Residenzenweg) von Arnsberg nach Düsseldorf-Gerresheim und der Bever-Rundweg.

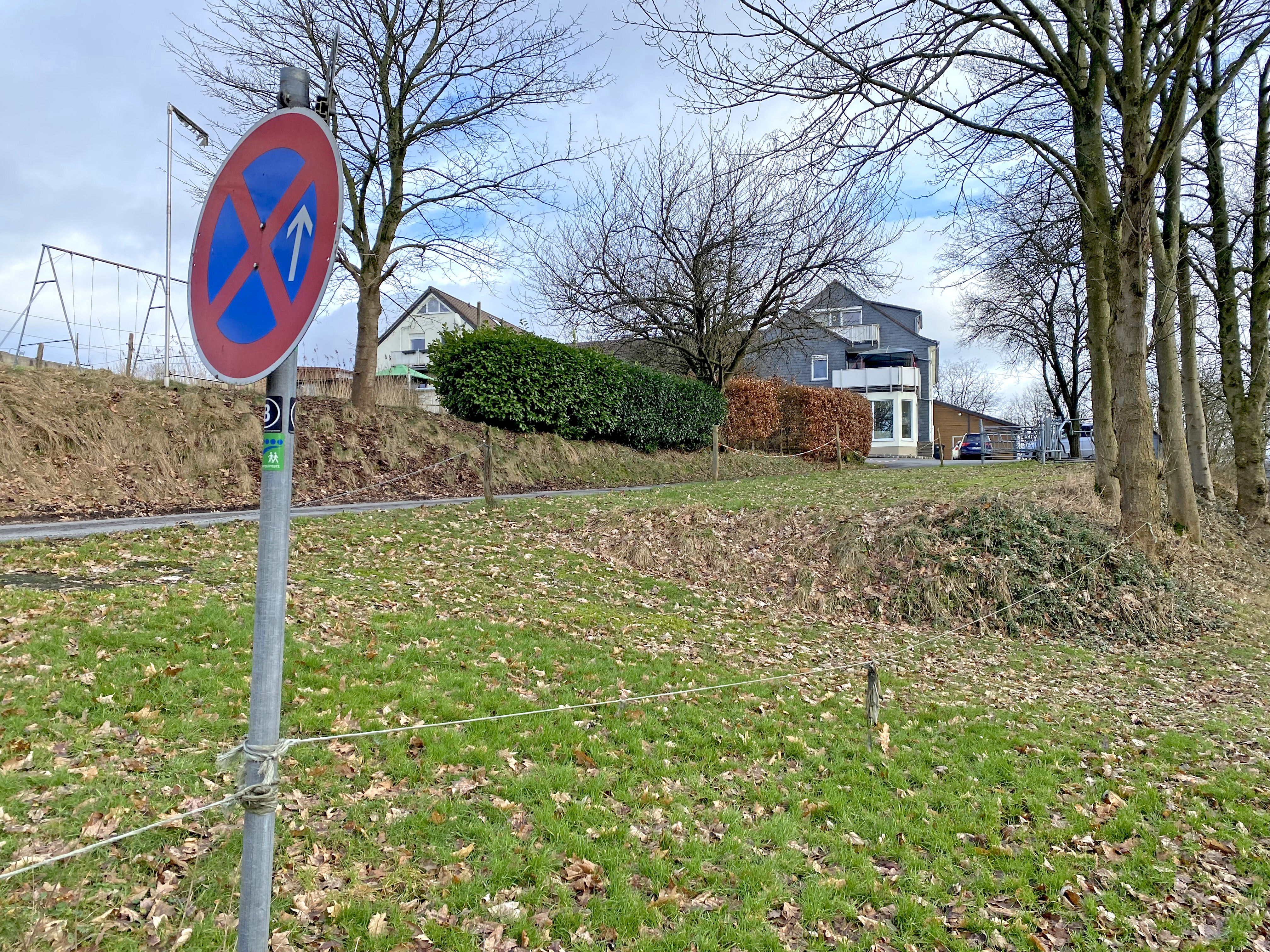
Stooter Mühle